# Amidol
Amidol (systematický název 2,4-diaminofenol, sumární vzorec C6H8N2O) je bezbarvá krystalická organická sloučenina. Hydrochloridová sůl se používá jako vyvíjecí látka pro fotografické vývojky. K tomuto účelu se používá od roku 1892, kdy byl amidol poprvé použit pro fotografické papíry. Mezi vyvíjecími látkami se chová neobvykle, protože nejefektivněji pracuje v mírně kyselém prostředí, na rozdíl od silně zásaditého, které potřebuje většina ostatních vyvíjecích látek. Jak amidol stárne, mění barvu na tmavo-červeno-hnědou. Nádoby na vývojku a další potřeby používané k přípravě amidolových roztoků se také barví do hněda a toto zbarvení je velmi odolné.
Fotografie vyvolané v amidolu mají typicky velmi teplou hnědočernou barvu, ale převyvolání může rychle vést ke vzniku závoje.